# 56式自動步槍

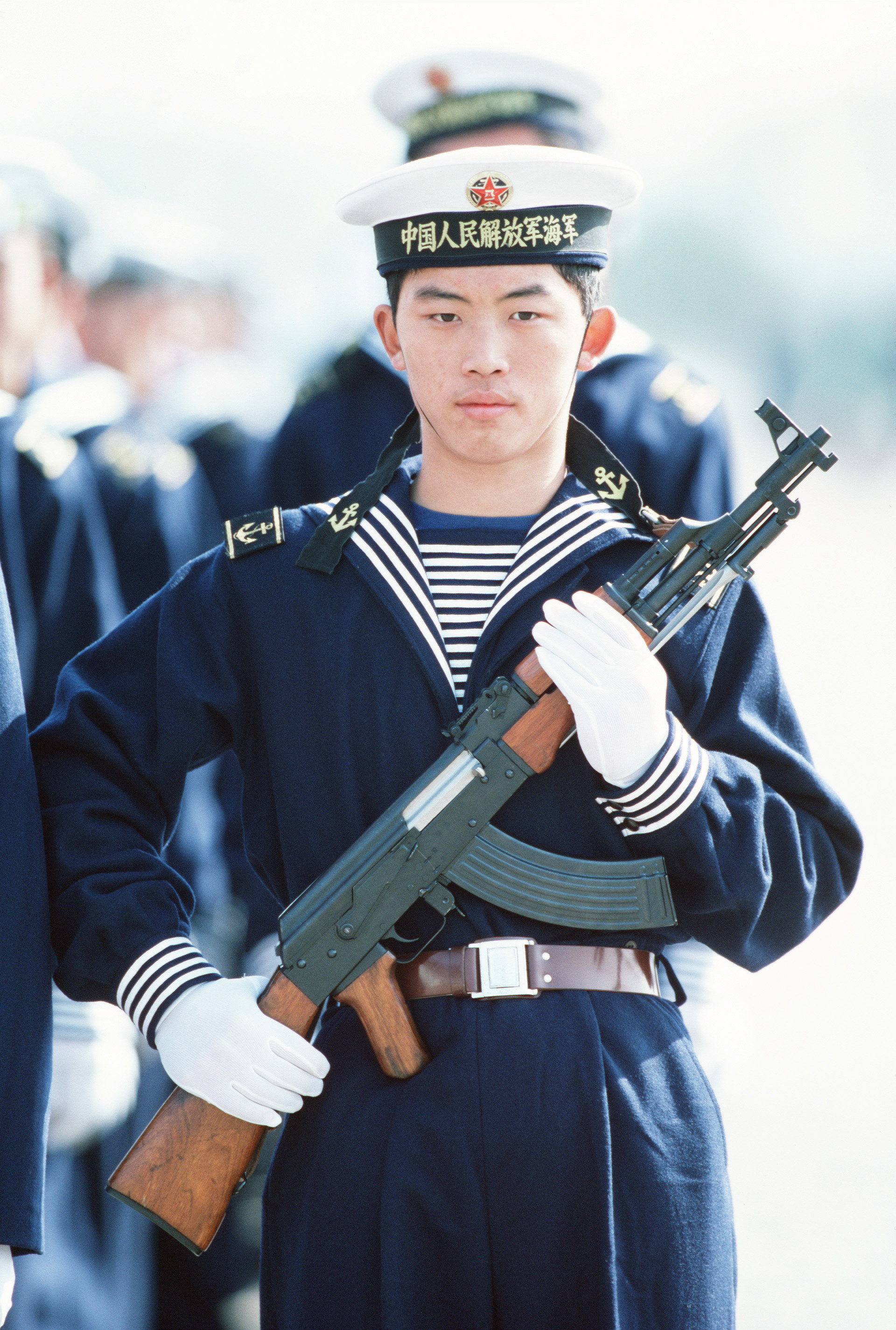
一名中國人民解放軍海軍海員手持56式自動步槍

56式自动步枪（英語：Type 56 assault rifle），又称1956年式冲锋枪，简称56 式冲锋枪或56冲。是中華人民共和國引进仿制的AK突擊步槍，於1956年定型生产，故名。該槍发射7.62×39毫米苏联口徑中間型威力步枪子彈。56式亦是中華人民共和國第一款量產型的自動步槍，但很多外国媒體都直接以「AK-47」相稱。
56式自动步枪量产后，因中国战术指导思想保守及换装63式自动步枪失败，一直担火力支援角色，直到中越战争还仅由班长及副班长配有。
从1980年代起，56式逐步被81式自动步枪所取代，渐渐退出了一线部队。

## 歷史
1950年代，中華人民共和國在蘇聯的幫助下建立起自己的軍工業。特别是赫鲁晓夫上台之初，为争取中国支持，改变了斯大林时代只提供旧武器的方式，对华提供了苏军现役装备和生产技术。
在当时接受大量苏联援助的情况下，武器的研制也是从全面引进的基础上开始起步。各项技术数据、生产设备甚至样品和全部零配件都是直接从苏联引进。
1955年，中國人民解放軍正式从苏联引进AK作为新的制式步枪，以替换老旧的莫辛-纳甘系列栓动步枪和PPSh-41冲锋枪。与此同时，相关技术资料也被提供给黑龙江北安的626兵工厂。解放军初期采用的AK型号为早期的第一型（1947年原型）和第二型（1951年改进型），其特点是机匣和厚钢板冲压弹匣的重量较重，而中国士兵身材较苏联士兵矮小，因此使用此两种型号较为吃力，且第一型采用的冲压机匣合格率较低、枪管处无刺刀座而无法拼刺，且第二型所采用的6Kh1刺刀重量较重且安装后容易松动。以上在使用过程中出现的问题使解放军未作出在中国国内投产此两种型号的决定；1956年后苏联又提供了最新的第三型（1954年改进型），其较轻的重量和较高的可靠性获得了解放军的认可。最终在苏联方面的授权许可下，中国方面以AK第三型定型56式自动步枪，并于当年年底開始在626厂量產。与56式自动步枪同一年定型的还有仿制SKS的56式半自动步枪和仿制RPD的56式轻机枪，是為56式槍族。
自1950年代后期开始，AK、SKS、RPD及其本土生产型号56式槍族大量裝備中國人民解放軍，取代原本服役的莫辛-纳甘系列步枪、日本三八式步槍和美國M1903春田步槍成為制式步兵武器。由于在装备AK及生产仿制品56式时，中國人民解放軍的戰術思想受苏军早期战术思想的影响较大（在苏军中，AK最初被定位为充当“冲锋枪”的作用，而半自动的SKS才是配发给大多数士兵的步枪。直到SKS的设计师謝爾蓋·加夫里洛維奇·西蒙諾夫主动提出应全军装备AK、把SKS除役，SKS才于1956年停产，并逐步由增产的AK第三型替换），此枪很长一段时间内都被称作“冲锋枪”，且定位也设定为班组火力支援用武器，用于提供近距离压制火力，因此56式最初稱為1956年式衝鋒槍，簡稱“56衝”，後來才改稱為“自動步槍”。与苏军1950年代之初的配置相同，当时解放军一個步兵班的配置为：2把AK/56式自动步枪、2挺RPD/56式班用機槍、7把SKS/56式半自動步槍。
因军费有限且苏联供应的原版AK亦数量有限，解放军重点部队在1959年至1962年才首先完成换装AK/56式，包括赴边界参加1962年中印边境战争的部队。在中印边境战争後，这种思想开始转变，並发展出63式自动步枪，但63式步槍於生產製作時出現嚴重缺陷，至1970年代后期被撤装。
越南战争时的北越军队和越共遊擊隊就曾大量使用56式。
中印边境战争后的十几年间，解放军一直沿用苏军早期的做法，在步兵部队中一直让正副班长配备AK或56式冲锋枪（自动步枪），普通战士配备SKS/56式半自动步枪。但在1979年中越战争却证明，战斗员在热带丛林地带发现敌人大多在50米之内，此时最好的办法是以自动枪发射弹雨扫射，射速慢的半自动步枪反应不灵。经过南疆作战的新实践，解放军步兵才统一改换自动步枪，此后的步枪发展也确定了小口径、高射速的方向。

## 採用
在中國大陸，56式从1980年代起逐步被81式、95式及03式等較新型的步槍所取代，渐渐退出了一线部队，但至今仍有部分武警及民兵部队还有装备。此外，在一些私人軍訓院校也可以看到56式的蹤影。
除了装备中国军警外，被稱為「中國AK」的56式也大量出口到其它国家。據指，中國生產的AK步槍數量比起蘇聯製的要多。在很多第三世界国家，56式均以價錢便宜而广受欢迎，大量裝備在軍隊及警察等部队。同時亦因AK系列本身不受專利保護的原因而被許多國家隨意地仿製和出口，當中由中國生產的56式及其衍生型佔有一席之地，從而惡化了武器氾濫的問題，這些槍械也因此成為許多叛軍、恐怖組織和犯罪集團的得力武器，造成了嚴重的社會問題。
在冷戰期間，56式被大量出口到多個國家的正規部隊及阿富汗政府军、叙利亚阿拉伯政府军（2024以前）等）和叛亂勢力（如联合索马里大会）。這些步槍及其他由東方集團生產的AK步槍被廣泛地用於發生在東南亞、中東和非洲等地的武裝衝突。从越戰期间至1978年中越关系恶化前，中國就曾将56式（部分命名为M22）和其早期从苏联获得的原版AK一并大量供应北越軍隊和越南南方民族解放陣線以及越南统一后的越南人民军。由于越战期间苏联对美国奉行缓和政策，因此对待援越问题始终持消极态度（当时苏联方面认为越南作为小国不值得自己为其提供军事技术，经常拒绝或延迟向北越交付援助），从而參戰的美軍發現，56式比起蘇製原版AK更加普遍（许多原版AK亦来自中国方面而非苏联），這些步槍也曾被美軍士兵及特種部隊成員繳獲使用。越南方面亦将获得的56式和原版AK提供给东南亚其他国家共产党武装（如缅甸人民军、泰共人民军和菲律宾新人民军等）和亲共武装（如克钦独立军）作为军援，因此緬甸和泰國等國也從这些组织手中繳獲大量56式和AK，這些繳獲武器目前被裝備於一些部隊，包括其国内的其他叛军及犯罪集团（如坤沙蒙泰军）等準軍事组织亦有缴获并装备。在中越戰爭期間，參戰的中國人民解放軍和越南人民軍雙方主要使用的也是56式自動步槍，仅有少数苏制原版AK。目前越南的大部份56式和其他系列AK步枪即將被IWI Galil ACE所取代。
兩伊戰爭期間，當時剛成立的伊朗伊斯蘭共和國從中國購買大量武器，56式因而成為該國軍隊在該場戰爭的主要武器之一。同時，與伊朗敵對的伊拉克薩達姆·海珊政權也少量購買了56式（但當時的伊拉克軍隊主要使用來自蘇聯和其他東方集團成員的武器），因此出現交戰雙方都有使用56式的局面。
在1979年阿富汗戰爭期間，中國、巴基斯坦和美國曾向反抗蘇軍的聖戰者供應大量武器，當中包括56式自動步槍。這些武器後來被各個勢力用於阿富汗內戰，當中塔利班在掌權後以56式為他們的制式步槍。在2001年阿富汗戰爭，塔利班政權被推翻後，新成立的阿富汗國民軍和阿富汗國家警察也大量裝備56式和其他國家生產的AK步槍。
1980年代中期，斯里蘭卡開始以56-2式來取代他們的L1A1半自動步槍和HK G3自動步槍。目前56-2式為該國軍隊和警察的主力制式步槍。
冷戰結束後，56式仍然被普遍地在世界各地的武裝衝突中使用。在克羅地亞獨立戰爭和南斯拉夫戰爭期間，該槍曾被克羅地亞武裝部隊所使用。在90年代後期，科索沃解放軍也成為了56式的一大用戶，當中有不少步槍是由曾經接受中國援助的阿爾巴尼亞政府提供。
56式並有在其他國家仿製及使用，目前已知孟加拉獲中國授權生產56-2式，並裝備於海軍。此外，56式亦有被阿爾巴尼亞和伊朗等國家仿製。
在英美等西方國家，56式及其衍生型被廣泛地用於電影拍攝，並用作充當相對罕見的蘇聯或俄羅斯製AK步槍。它們有時還會被改裝至看起來與其他AK衍生型相似的外觀。此外，56式的半自動版本在美國大部份州份都可讓平民合法購買。但自1994年的“聯邦突擊武器禁令”通過後，美國政府已全面禁止平民及國內的槍械供應商進口中國製武器。若不把非法走私的武器包含在內，現在於美國境內的中國製民用AK絕大部份都是1994年前進口的產物。美國海軍海豹突擊隊的軍火庫內亦存放了一些56-2式，主要供訓練之用。

## 設計
1955年4月，黑龙江北安的626兵工厂从苏联方收到了相关资料，由赵瑞之担任AK-47突击步枪仿制任务的总工程师。1956年末，AK-47突击步枪、SKS半自动步枪和RPD轻机枪先后在中国仿制成功。它们分别被命名为1956年式冲锋枪、1956年式半自动步枪以及1956年式班用轻机枪。最初的56式冲锋枪即是AK-47第三型的中国组装品，一切零件均来自苏联伊热夫斯克原厂，铣削机匣和半包式准星护翼等特征十分明显，甚至标尺和保险位置的選射銘文依然使用俄文字母“П"、 "АВ"、 "ОД"字样，仅在机匣左侧前端刻有汉字“五六式”字样和626厂厂标及出厂编号，因此若不特意查看机匣左侧前端，则完全无法分辨出该枪究竟是苏制原版AK-47第三型还是56式；后为便于中国士兵可以直接明了枪支的击发模式，将保险位置的選射銘文从俄文改为汉字“连”和“单”（有些出口版本則以汉语拼音字母缩写“L“和“D”取代了原本的俄文或汉字）。另有少数个别枪支的后背带挂点被从机匣左侧后方移至枪托底部后方（参考第一型的后背带挂点），除此之外仍无其他改动。刺刀亦为自AK-47第三型起开始采用的6KH2刺刀（同样适用于第二型且更为牢固），仿制型号称为56式可卸式剑形刺刀（俗称“56扁刺”），而非后期常见的固定式折叠三棱刺刀。此刀刀身为磷化处理，不反光，硬度高，刃口比原先解放军缴获日军或美军的老式刺刀更为锋利。无需拼刺时可以卸下做为匕首使用，但需要拼刺时则安装过程较为繁琐。此款早期型56式冲锋枪在中国人民解放军中被称作“不走样学苏联的56冲”，在其他国家则被称为"中国产AK-47"。在苏联专家的指导下，56式冲锋枪的生产由单纯组装进口的原厂AK-47零件（在此期间苏联方面仍继续向解放军供应原版AK-47第三型以加快换装速度）实现了全套生产线国产化，但在原材料方面仍依赖于苏联提供的原厂钢材和木材，因此这段期间所生产的56式冲锋枪的产品质量最高。尽管获得了时年AK枪族的全套图纸和加工设备，但此时中国方面仅以56式的名义在本土生产了AK-47第三型原始型号即固定枪托版本，而并未同时仿制适合机械化部队和伞兵使用的向下折叠金属枪托版本的AK-47S，因此机械化部队和空降部队仍然依赖于苏联方面供应原版AK-47S。最终解放军于1959年至1960年初基本完成AK-47/56式的全面换装工作，二者一并在解放军中服役至1990年代为止。随着产能的提高，56式和先前获得的AK-47一并被大量用于对外军援（如越南、古巴和蒙古人民共和国等）。

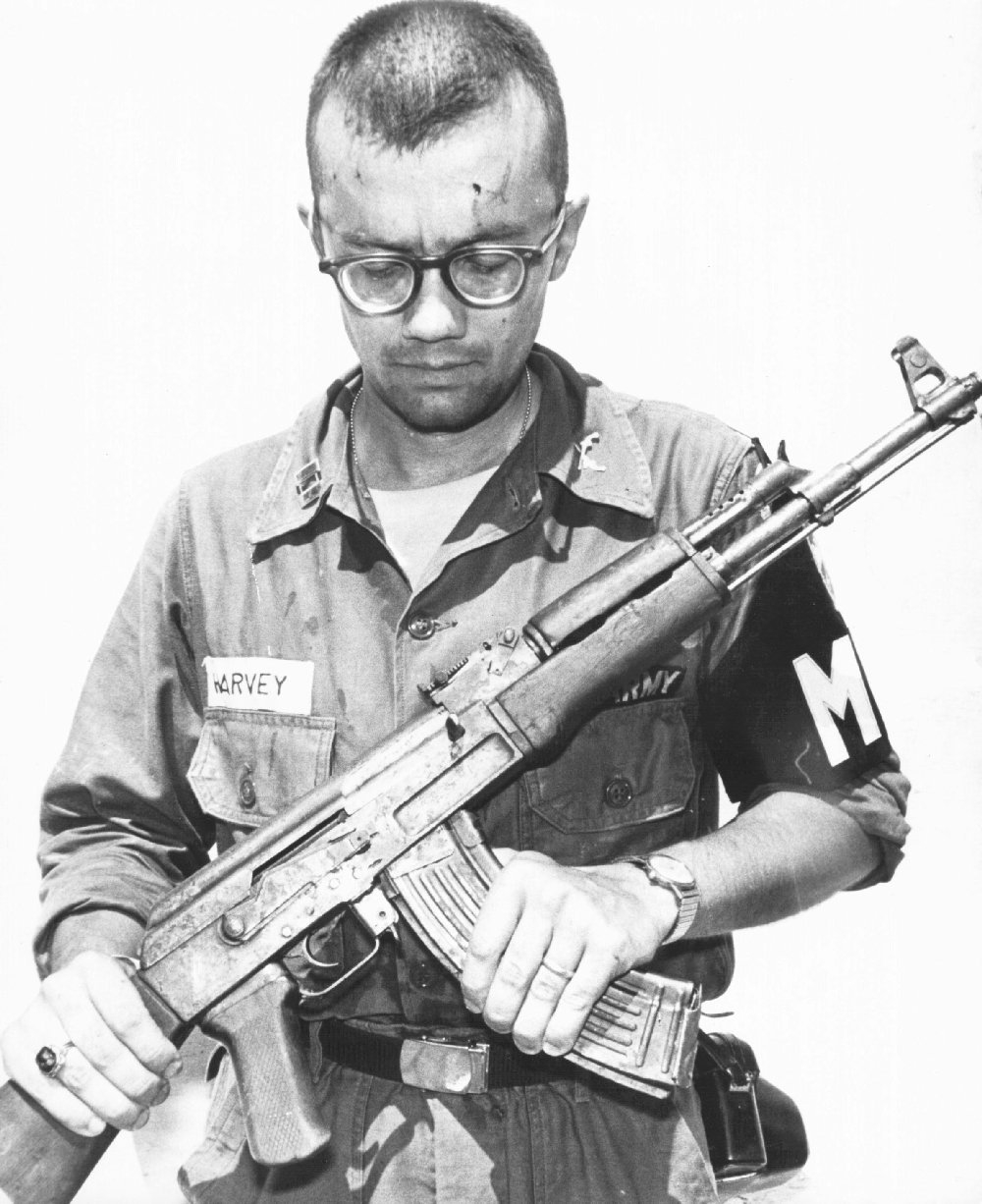
美国宪兵检查缴获的苏制原版AK-47第三型或早期型56式

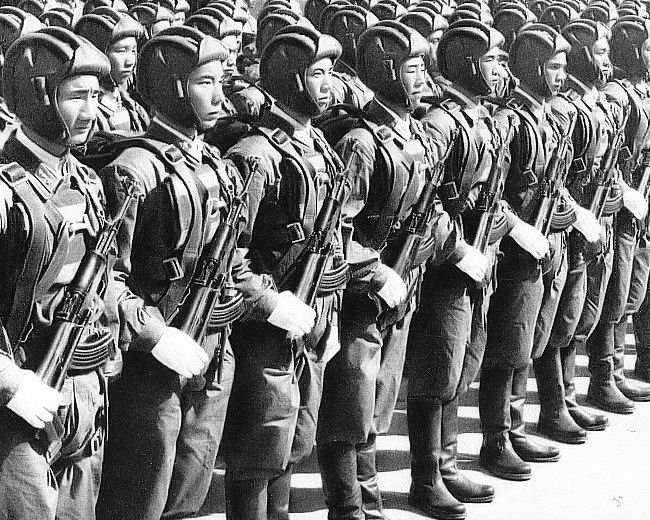
1959年中华人民共和国建国十周年国庆庆典上的中国空降兵仍未装备国产枪支，依旧手持AK-47S

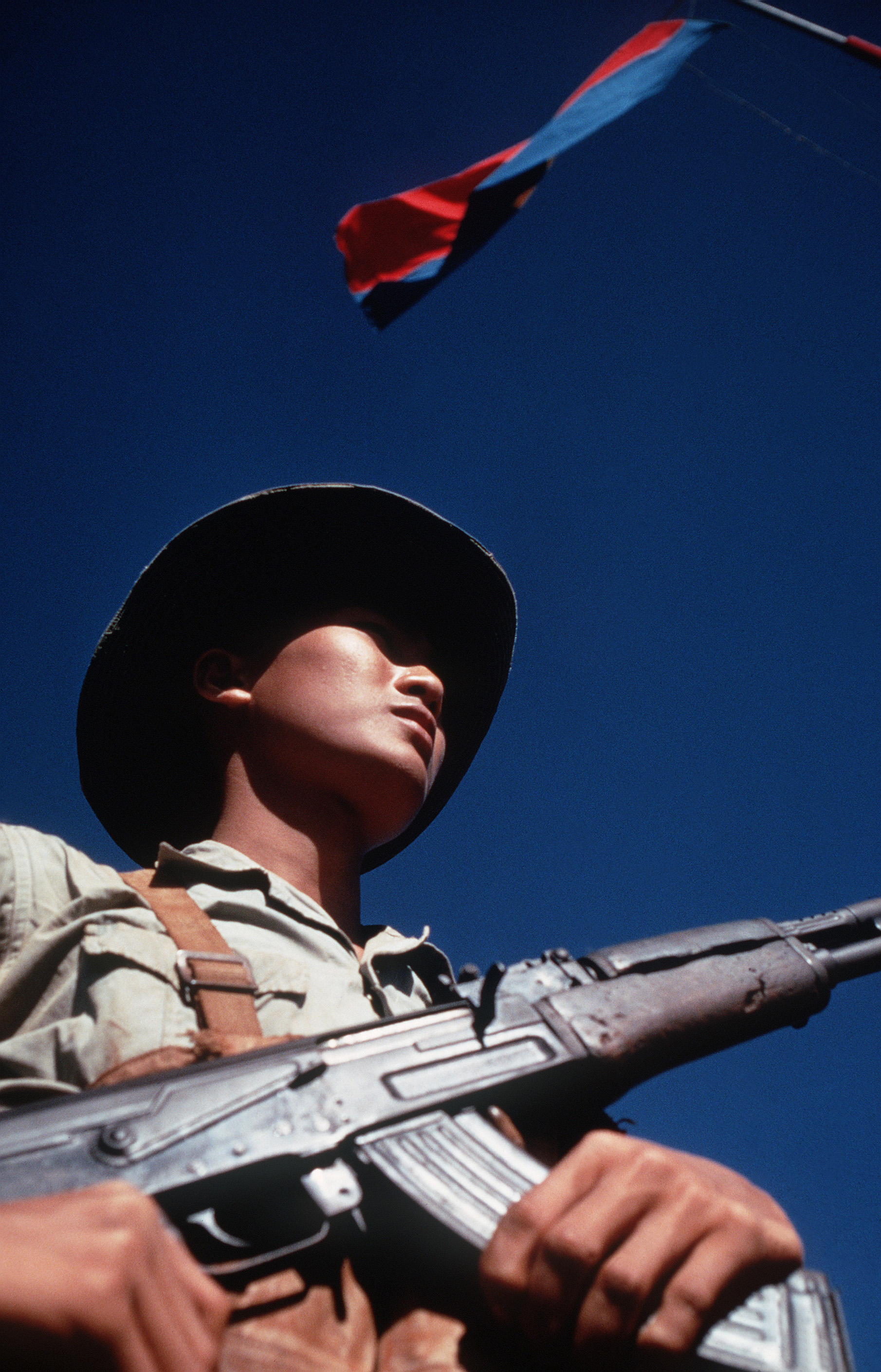
手持第二型AK-47的越南南方民族解放陣線游击队员，或为与56式一并供应的中国方面早期获得的产品

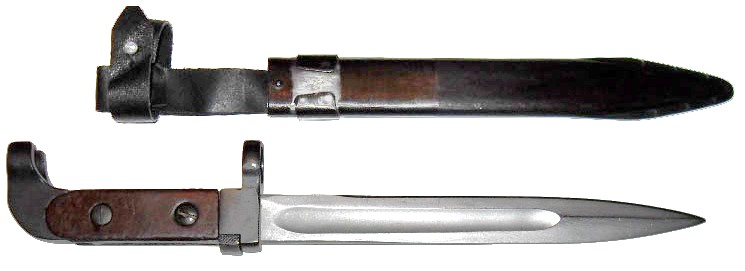
6KH2/56式剑形刺刀

由于20世纪60年代中苏分裂，因此中国从未获得生产采用冲压机匣的新型AKM步枪的生产许可。随着先前苏联提供的原厂零件和钢材等库存即将消耗完毕，中国方面被迫寻找新的自行生产56式的方式。担任AK-47仿制任务的总工程师赵瑞之在1964至1967年担任援建阿尔巴尼亚国防工程55项目专家组组长，期间接触了尚未退出华约的阿尔巴尼亚人民军装备的AKM，回国后便进行把56式冲锋枪的机匣改为冲压生产的攻关研究，并在枪口前采用后期型AKM的斜切式枪口帽以防止枪口跳动严重。1969年，626兵工厂将还在试制中未成熟的冲压机匣56式冲锋枪迅速投产，并在动员生产中招聘了非熟练工人，导致导轨脱焊等后果，使该批产品成为“打不响，打不连，打不准”的“三不产品”，并全部遭到部队退货。直到1971年左右解决了薄钢板点焊的可靠性问题之后，56式的冲压机匣技术才逐渐成熟。自此之后生产的56式机匣前段三个铆钉的相对位置与AKM明显不同，且大多改为全包护环式准星，部分产品亦在枪管前端采用固定式折叠三棱刺刀，这三大特点逐渐成为人们对56式的刻板印象，导致之前与AK-47第三型完全相同的早期型56式逐渐被遗忘，因此早期型56式在不特意查看机匣左侧前端的情况下常常被误认为是苏制原版AK-47第三型（如越南人民军使用的所谓AK-47第三型大多为56式早期型，同时亦大量装备质量较差的56式后期型，是为56式最大的外国用户。其使用的少量原版AK-47亦大多为中国方面与56式一并供应的早期从苏联获得的产品）。

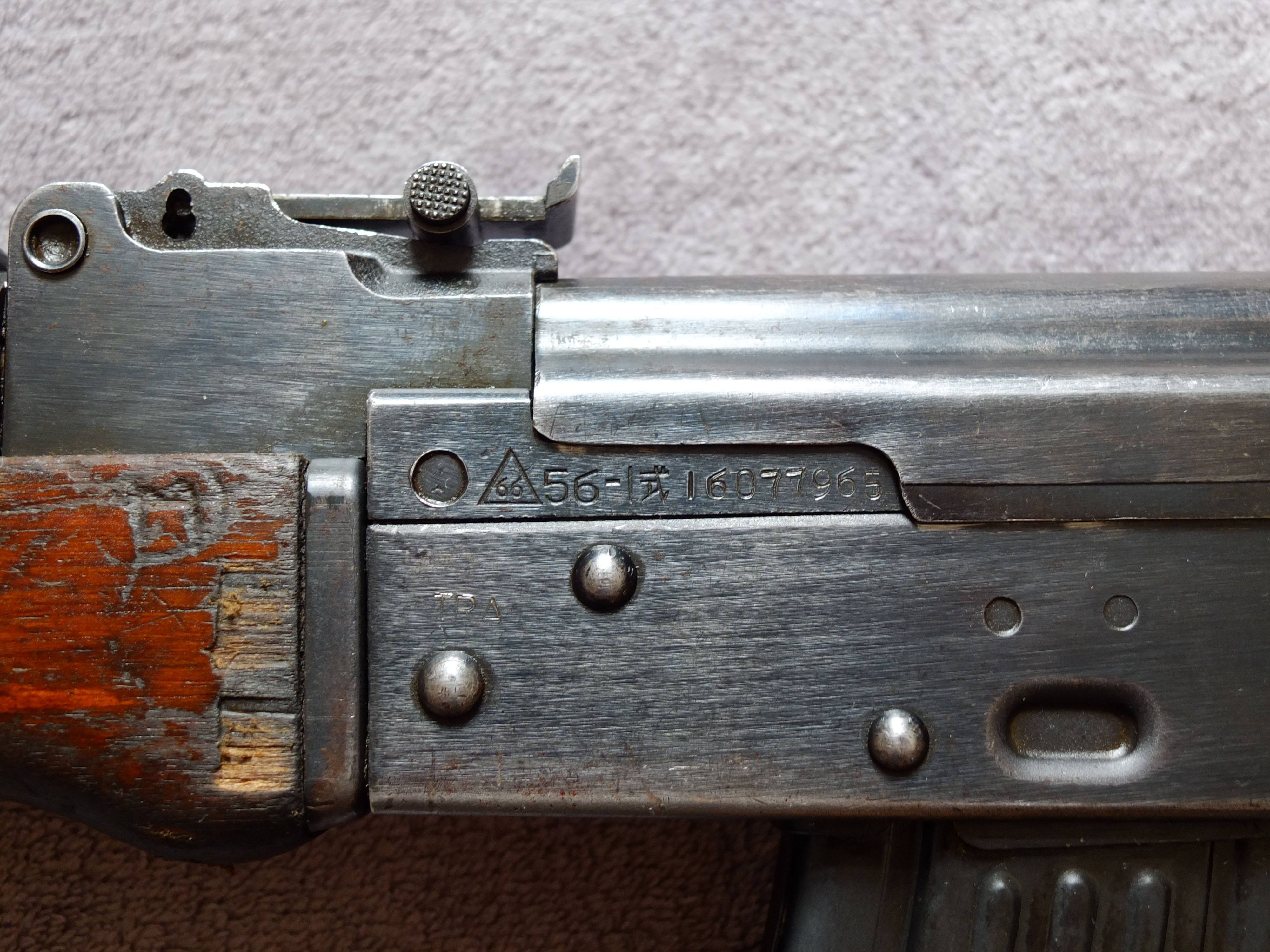
后期型56式的机匣

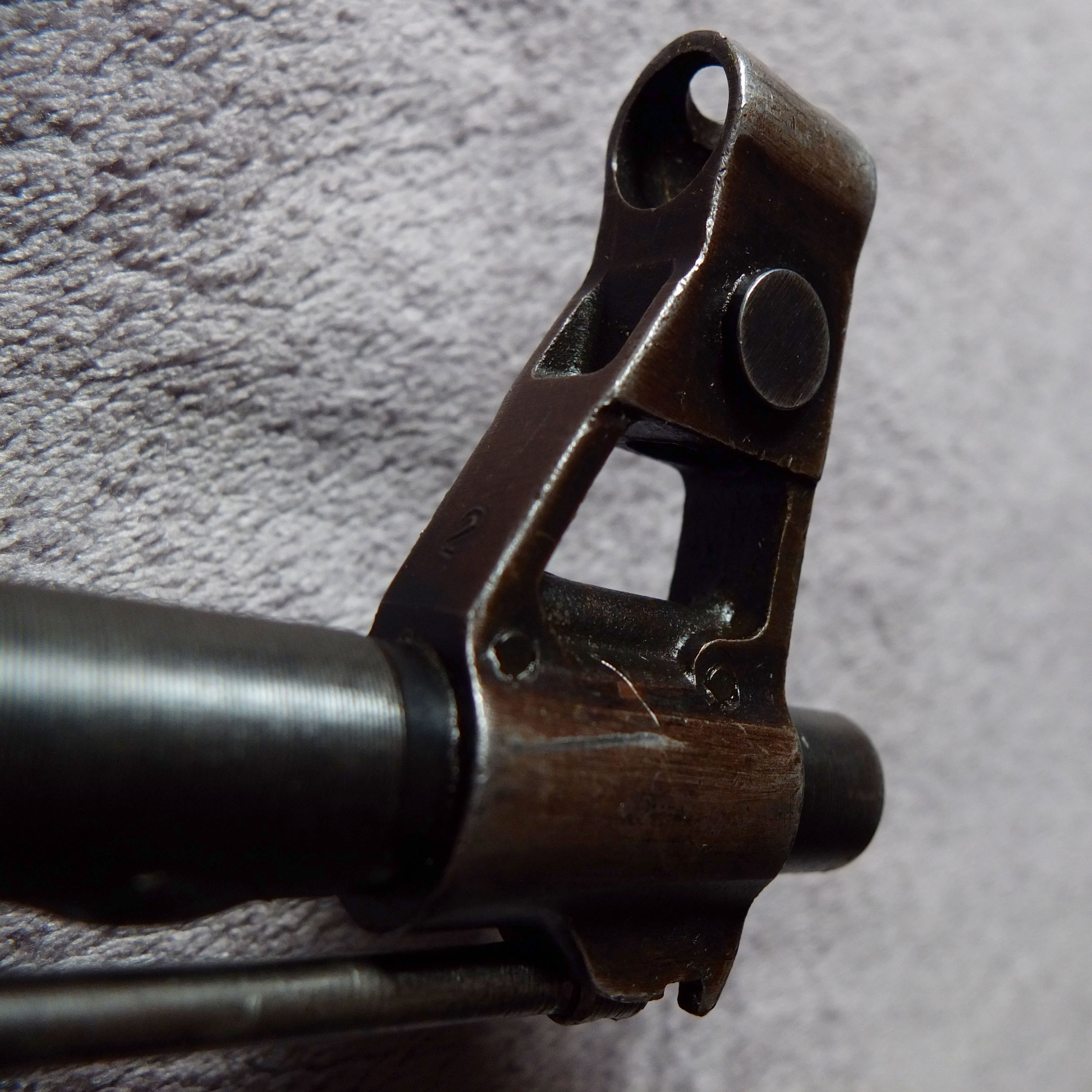
1970年代后的56式准星

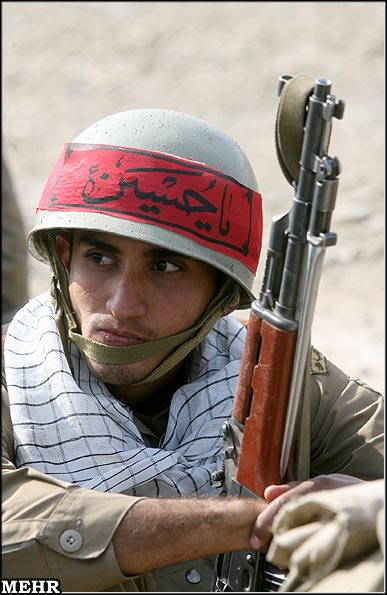
56式折叠三棱刺刀（部分后期型产品采用）

与原版AK/AKM相比，早期生产的56式在外形上与前者几乎完全相同，后期生产的版本则有少许变化。
- 准星：初期采用与AK相同的两侧半包式准星护翼，后期改为全包护环式，顶端有开孔。大多采用与AK相同的直角梯形准星，只有少数冲压机匣版本采用与AKM相同的细长形准星。
- 机匣：冲压机匣的56式初期的铆接方式与AKM相同，后期则与AKM有着明显的不同（尤其以机匣前段三个铆钉的相对位置不同），且大多没有采用与AKM相同的带有加强筋的机匣盖，只有少数版本的机匣盖带有加强筋。56-1 型和 56-2 型冲压机匣由 1.5 毫米钢制成，与 AKM 机匣中使用的 1 毫米钢板不同。因此，中国56式的机匣型号平均比 AKM 重。中国56式系列的所有型号也都缺少AKM的减速机构。[5]
- 枪口帽：大多采用与AK第三型和早期AKM相同的枪口帽，只有少数冲压机匣版本采用与后期AKM相同的斜切口形枪口帽。
- 枪托：固定枪托的56式大多采用与AK第三型相同的向下倾斜式枪托，只有少数冲压机匣版本采用与AKM相同的平直枪托。
- 护木：大多采用与AK第三型相同的护木，只有少数冲压机匣版本采用与AKM相同的带有手指槽的护木。
- 握把：大多采用与AK第三型和早期AKM相同的木制握把，只有少数冲压机匣版本采用与后期AKM相同的树脂合成材料握把。
- 表尺射程：大多采用与AK第三型相同的800米表尺，只有少数冲压机匣版本采用与AKM相同的1000米表尺。
- 弹匣：初期采用与AK相同的尾部具有凸起加强筋的弹匣，后将此加强筋取消。亦有某些版本采用AK-103样式的黑色合成材料弹匣。

#### 附件
- 刺刀：初期采用仿制的苏联6KH2刺刀（亦称“56式可卸式刺刀”或“56式扁刺”），后为适应当时解放军战术思想改为了折叠式三棱刺刀，這也成為了該槍的一大特徵，使它更能與其他AK系統步槍區別開來。不過許多出口用的56式都不具刺刀座。亦有某些版本采用仿制的苏联6KH4刺刀（亦称“86式刺刀”）。
- 弹药携具：设计了可以装载三个弹匣90发弹药的三仓携行胸挂，命名为56式胸挂。[6]后为81式自动步枪所用从而改良为四仓，命名为81式胸挂。可携带4个弹匣共120发弹药，若浸在水中泡软后可携带8个弹匣。56式胸挂其左右两边各有两个小型附件袋用于枪油、绷带、少量的零星子弹（如曳光弹）等杂物，亦可用于放置卵形手榴弹。81式胸挂弹匣袋则是左右两边各有一个小型附件袋。
- 枪背带：初期采用与AK相同的单点或双点式金属挂环背带，后曾自行设计两点式皮质挂环背带。
- 枪背带后挂点：原版切削机匣的后背带挂点位于机匣左侧后方，与第三型AK、AKS及AKMS相同；后期的仿AKM冲压机匣版本将该挂点移至枪托底部后方，与第一型和第二型AK及AKM相同。

### 56-1式

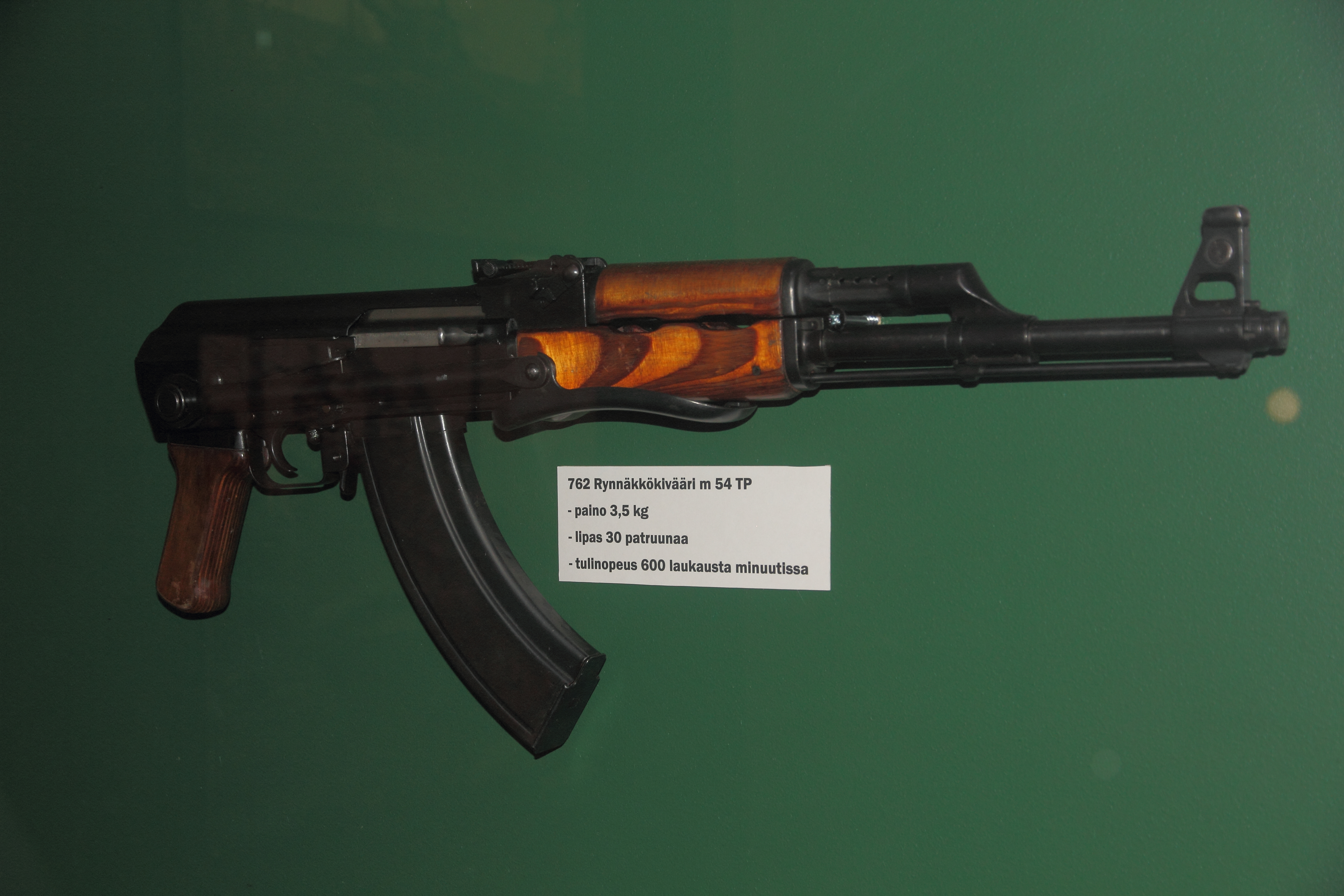
第三型AK-47S突击步枪，早期56-1式与之完全相同

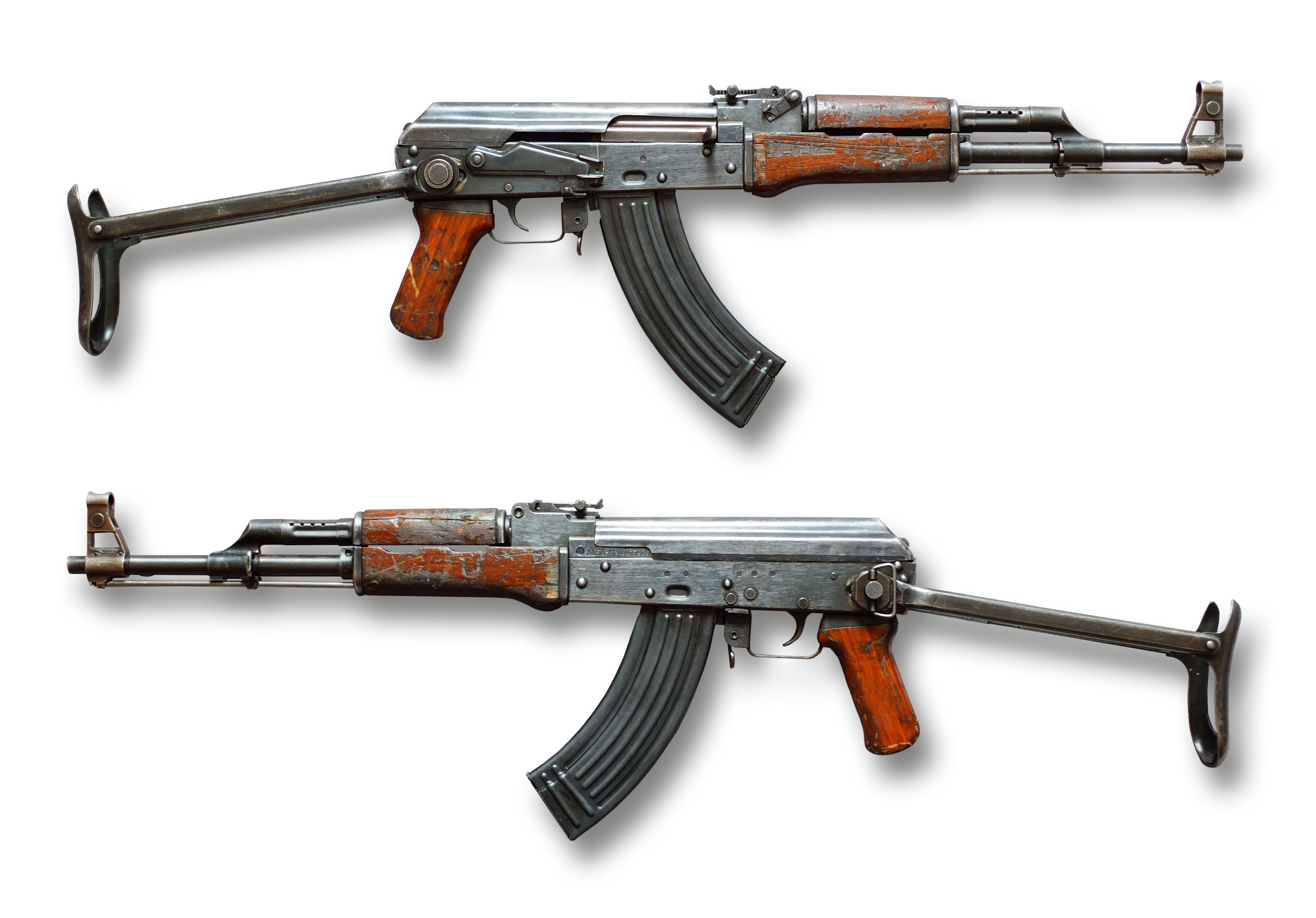
56-1式冲压机匣版本，与AKMS类似

20世纪60年代中苏分裂后，苏联方面停止向中国人民解放军机械化部队和空降部队供应采用向下折叠金属枪托的AKS突击步枪。中国方面决定尽快开展仿制工作以继续供应同型枪支给上述单位。1963年，626厂开始仿制AKS，命名为56-1式7.62mm冲锋枪，与AKS的结构性能基本一致。在1960年代后期接触了阿尔巴尼亚人民军装备的AKMS后，冲压机匣技术和防止枪口跳动严重的斜切式枪口帽亦被应用在该枪之上，从而使该枪外形更接近AKMS，但随后生产的产品取消了刺刀座。该枪亦继承了AKS/AKMS折叠枪托容易松动而导致的射击密集度（特别是点射时）不佳、不便持握和拼刺等原生缺点。

### 56-2式

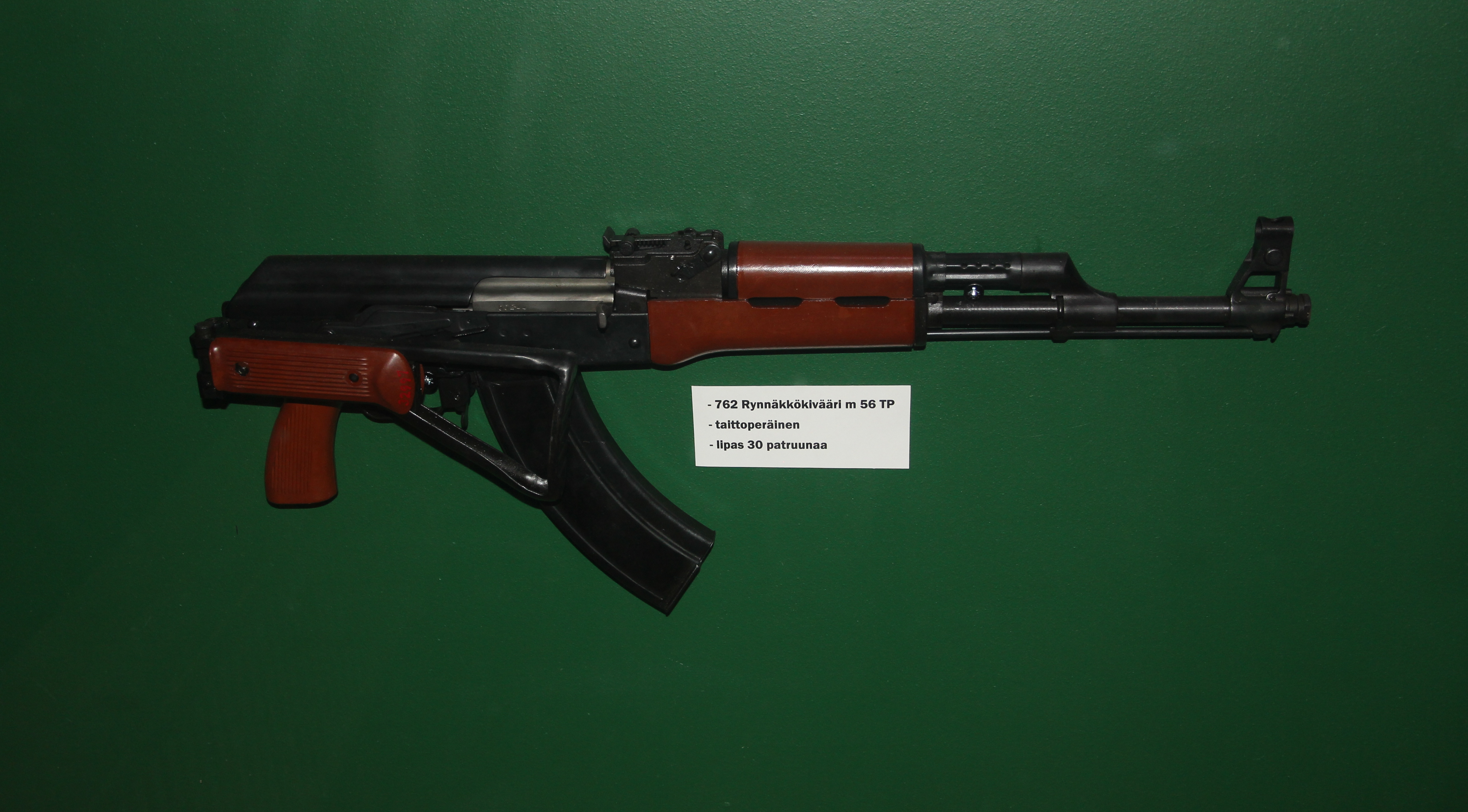
56-2式

在1960年代后期接触了阿尔巴尼亚人民军装备的AKM后，冲压机匣技术和后期型AKM的斜切式枪口帽被应用在该枪之上，并设计了新式的楔铁式卡笋右侧折叠枪托，于1981年定型了56-2式冲锋枪。与56-1式相比，56-2式采用的楔铁式卡笋折叠枪托能自动补偿疲劳，斜切式枪口帽也抑制了枪口跳动并提高了连发射击时的散布精度。

### 56-C[5]
81 式自动步枪太长，中国海军发现不适合在船舶内部的狭小空间内使用。开发于1988年，于1991年完成，随后不久就开始全面生产。由于它是56式设计的第三种型号，因此新型卡宾枪被命名为QBZ-56C。中国海军潜艇部队是该新型武器的第一批接收者。水面舰队接下来接收了它。炮兵、武警、内卫、准军事部队也采购了大量新型卡宾枪来装备他们的特种部队。由于长度较短，武警边境巡逻、反恐和缉毒部队也获得配发。
56C整体上参考了匈牙利AMD-65突击步枪，但护木部分类似于南斯拉夫扎斯塔瓦M70突击步枪的三眼护木，枪托亦采用了56-2的右侧折叠式枪托。该枪在许多方面与 56 式的第1型和第2型不同。最大的区别在于机匣。新卡宾枪的机匣短了 0.81 英寸。它也是由更薄的 1.2 毫米冲压钢材制成，而不是 56 型标准冲压机匣版本中使用的 1.5 毫米厚钢材。新机匣中使用了更坚固的钢材，以补偿机匣壁厚度的减少。机匣底部从手枪握把到护木呈锥形。机匣盖也缩短了因此无法与，顶部增加了三个加强筋。新的机匣设计有助于减轻重量并缩短武器的总长度。由于枪管短，枪管内的火药燃气燃烧不充分，因此在枪口部增加了一个兼有消焰和制退功能的枪口装置。此外，QBZ-56C 的机匣采用厚重的磷化涂层，而不是使用标准 56 型的较便宜的发蓝工艺。这是为了更好地保护其免受海军环境中海水和盐雾的影响。与其他蓝色 56 型相比，深色磷酸盐涂层还赋予 QBZ-56C 独特的外观。

## 槍的品質

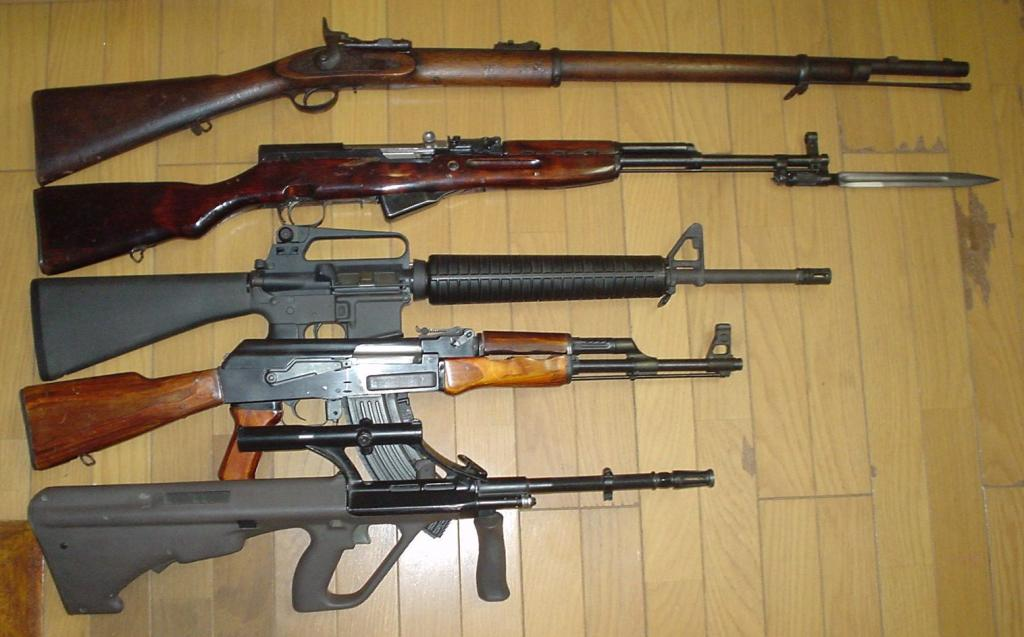
从上至下第四支为56式早期型号，各项特征与质量与苏联原版AK步枪完全相同

在56式為中國人民解放軍制式武器的時代，步槍在工廠生產時需接受較嚴格的品質監控，以確保槍械的性能和可靠性達到軍用武器的水平。在该枪的最初的生产阶段，所有零件从苏联原装进口，中方厂商仅负责组装；后在苏联专家的指导下完全实现国产化，但原材料方面仍依靠苏方供应钢材和木材等。由于采用了苏联提供的钢材和零件，因此在這個時期生產的56式質量一般較高。而从中苏分裂至1960年代末期之后，随着先前苏联提供的原厂配件和原材料消耗完毕，中国国内开始根据阿尔巴尼亚方面提供的AKM步枪自行生产采用冲压机匣的56式。此时正值文化大革命的高峰期，制作工艺开始逐渐滑入低水準，完全不如先前的仿製水平，故在60年代末到現在生產的中國AK在價格和品質上相比起先前采用苏联原厂零配件的批次大幅下降。根据解放军老兵的使用经验，苏制原版AK（包括零件合格率最低的早期第一型）和采用苏联提供的钢材和零件所生产的早期批次的56式（与第三型完全相同的“不走样学苏联的56冲”）几乎不会生锈，而1960年代末之后生产的56式则经常需要除锈，这是由於随着中苏交恶失去苏联原版配件供应后所生产的56式的槍管和導氣管並沒有鍍鉻，故與蘇製原版AK和早期56式相比更容易生銹。1990年代末期，中國开始逐步換裝95式自動步槍，取代了56式及其衍生型作為制式步槍的地位。在近年，購買一枝全新的56-2式僅需100美元，而其他型號的AK步槍的最低價格為400美元。這是考慮到許多第三世界國家所追求的是廉價的成本，而非以品質為主要考慮條件。據指，這些中國AK的槍管壽命只有數百發，各零件的公差也不一致，甚至不合規格，導致同款武器之間的零件無法互換，長期射擊後零件還會鬆脫或損壞，精度也比起其他國家生產的AK步槍要低。由于早期与AK第三型完全相同的56式的世存数量早已低于质量较差的后期版本，故低质量的名声一直伴随着56式。
由中國出口到美國的半自動民用型亦因其性價比而受到部份民間使用者的歡迎。然而在發生過多宗涉及中國AK的槍擊事件後，美國政府於1993年禁止進口中國的“突擊武器”，並於翌年落實“聯邦突擊武器禁令”，這導致了中國AK失去美國的市場。

## 使用國家及地区

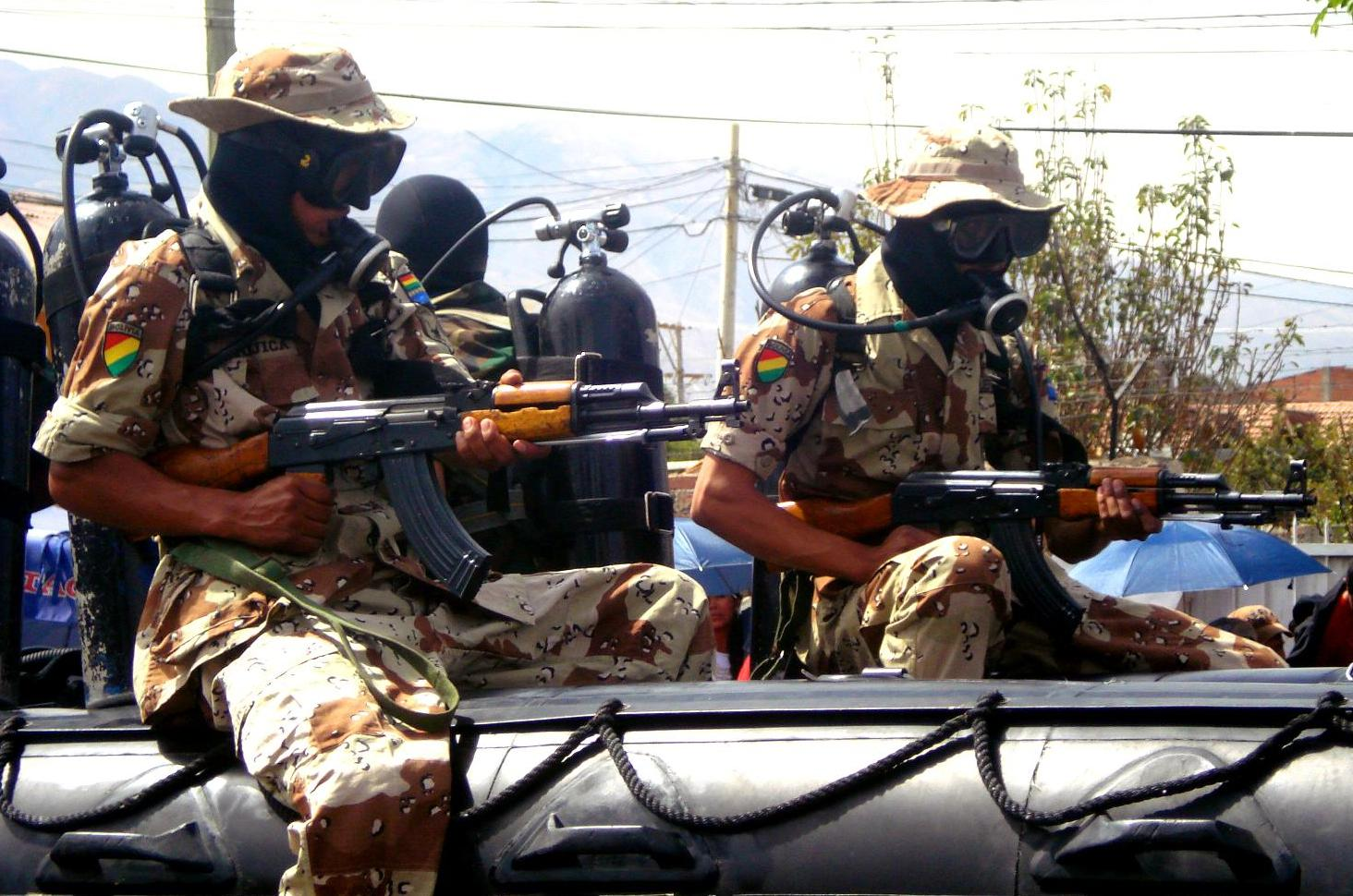
手持56式步槍並穿上潛水裝備的玻利維亞海軍陸戰隊員

在孟加拉進行訓練的尼泊爾士兵，使用56式

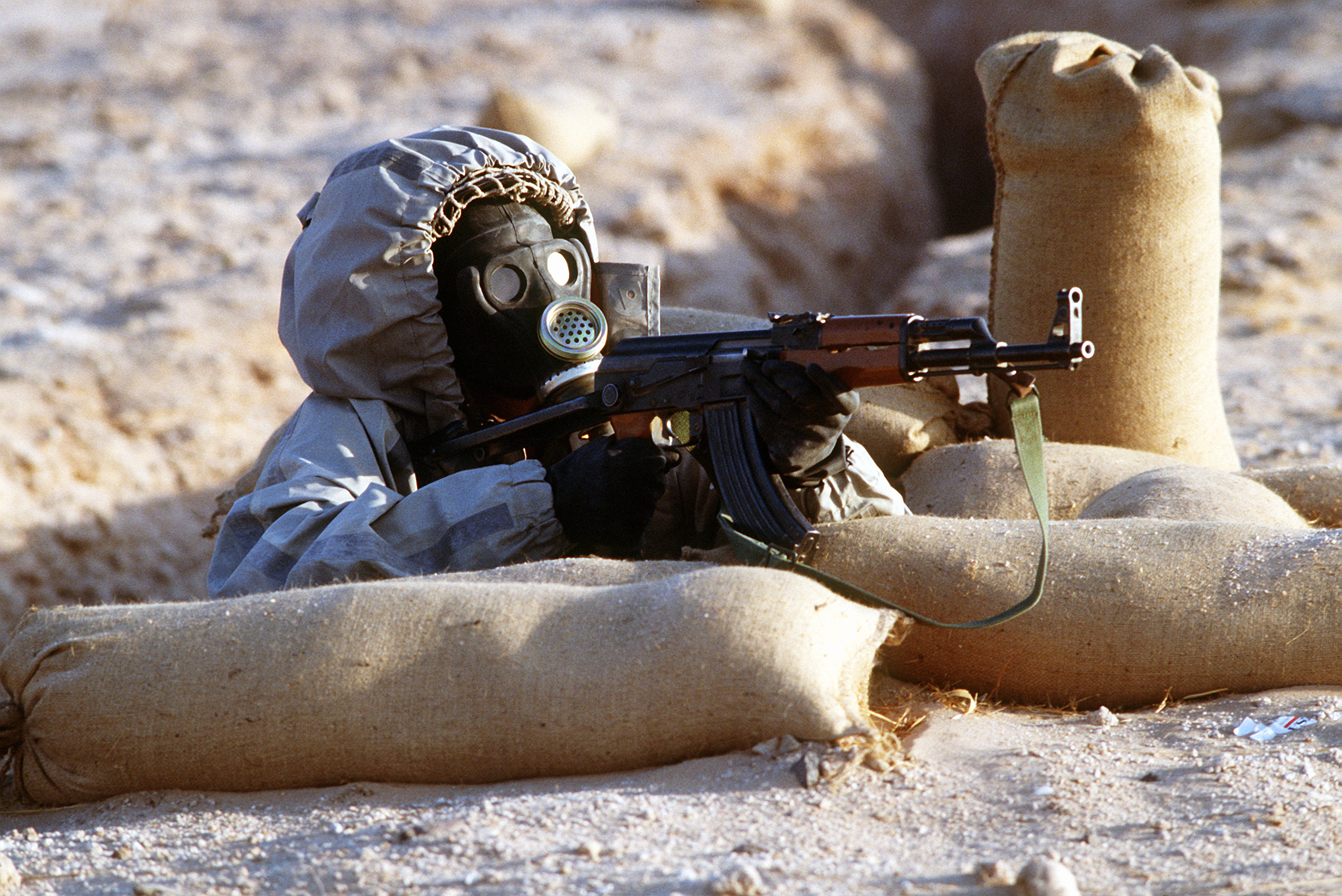
叙利亚士兵使用的56-1式

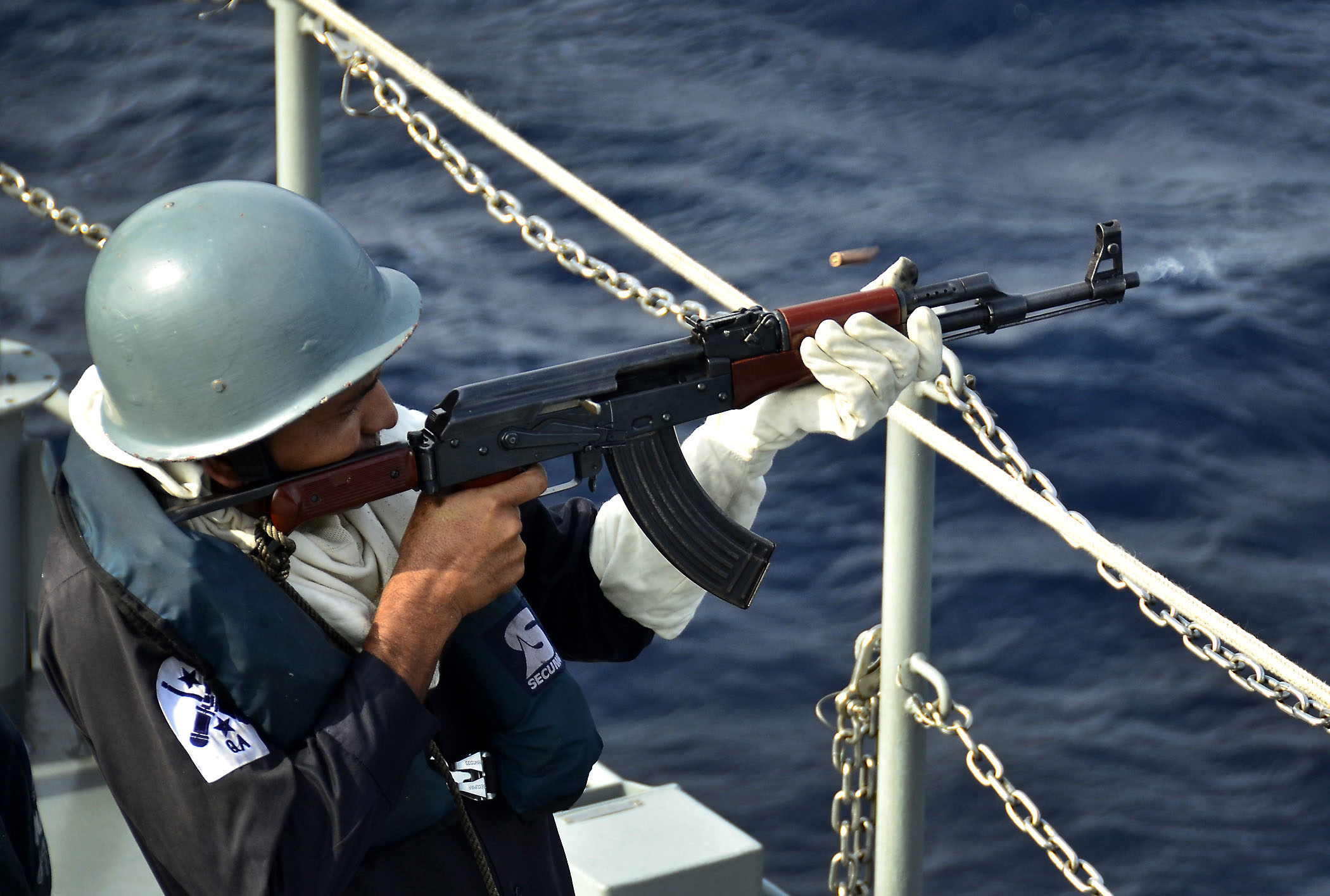
手持56-2式的孟加拉海軍水手

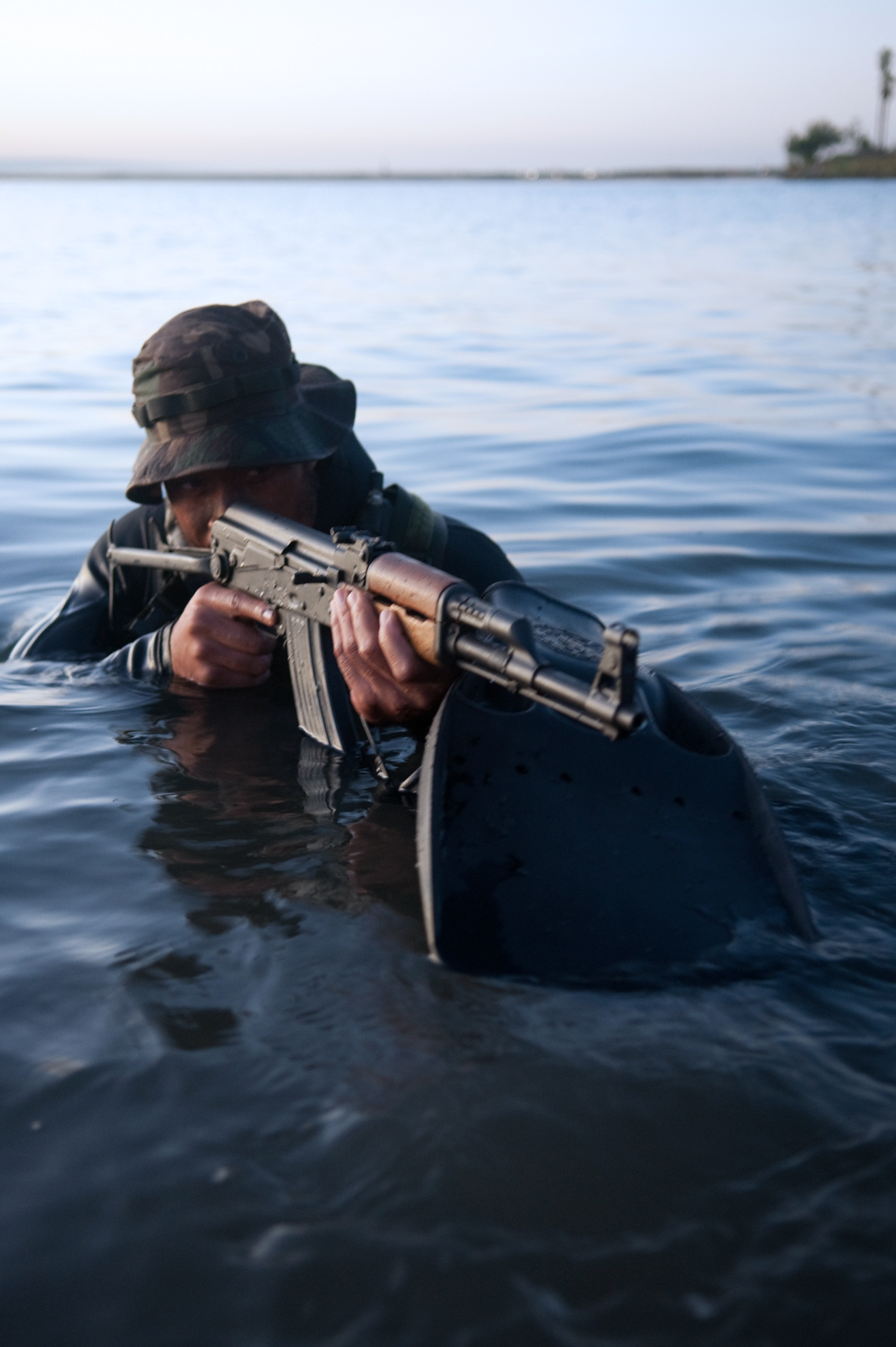
使用56-1式的美國海軍三棲特戰隊員

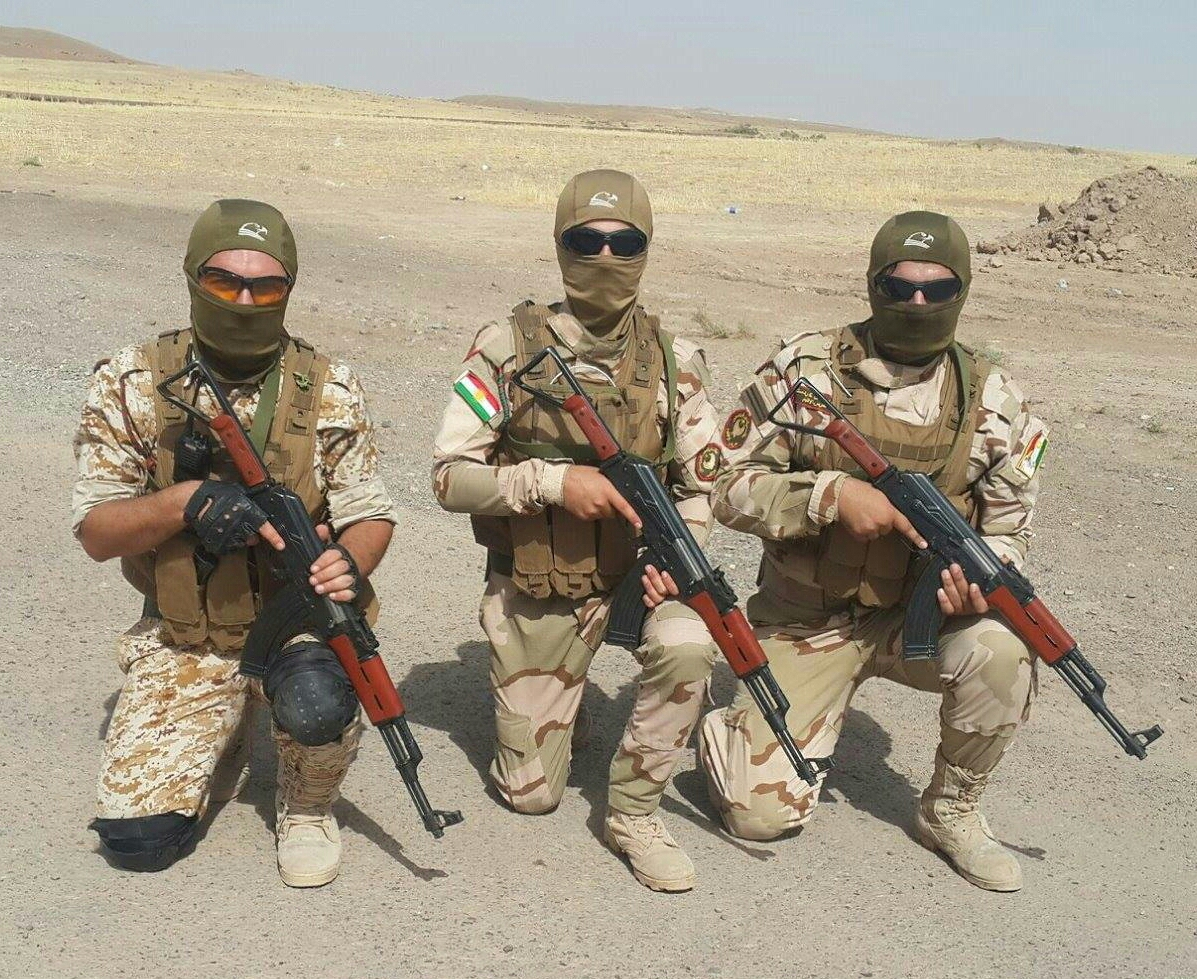
佩什梅格戰士也有使用56-2式

- 阿富汗[9]：蘇阿戰爭期間聖戰者從中國、美國和巴基斯坦的軍援獲得大量56式，戰後成為塔利班政權及伊斯蘭共和國的制式步槍之一。
- 阿尔巴尼亚[9]：包括在當地未授權仿製的ASh-78和ASh-82，目前已普遍被貝瑞塔ARX-160和M4卡賓槍等北約武器取代。
- 阿尔及利亚
- 亞美尼亞
- 玻利维亚
- 巴西
- 布吉納法索
- 柬埔寨
- 中非
- 中华人民共和国
  - 中國人民解放軍：已被95式自動步槍所取代。
  - 中國人民武裝警察部隊：已被95式自動步槍所取代。
  - 中國民兵
- 中華民國
  - 由中华民国驻越军事顾问团在越南缴获，供中華民國陸軍特種部隊作訓練用途。
- 刚果共和国
- 刚果民主共和国
- 东帝汶
- 爱沙尼亚[10]：由於在蘇聯解體恢復獨立後從蘇聯繼承的AK步槍不足以裝備愛沙尼亞國防軍，故曾向中國進口56式自動步槍，目前已退役。
- 衣索比亞
- 芬兰：曾向中國進口56式自動步槍，目前用作儲備。
- 加彭
- 香港：2020年或之後從中國大陸進口，僅供部分紀律部隊作儀仗用途。
- 印度
- 印度尼西亞
- 伊朗：從中國進口，目前主要裝備伊朗伊斯蘭革命衛隊。另有未授權的仿製型。
- 伊拉克[9]：從中國進口，裝備軍隊和警察。
- 伊拉克库尔德斯坦
- 科索沃：由阿爾巴尼亞軍援提供。
- 賴索托
- 利比亞
- 马达加斯加
- 馬爾他：由中國捐贈，為馬耳他武裝部隊（英语：Military of Malta）的制式步槍。
- 墨西哥：大量從販毒份子手上繳獲。
- 摩洛哥
- 緬甸：大量從販毒份子手上繳獲，目前被用於緬甸警察部隊。
- 尼泊尔
- 尼加拉瓜
- 尼日尔
- 奈及利亞
- 巴基斯坦：大量從中國進口，目前主要供特種部隊和警察單位使用。
- 巴勒斯坦民族权力机构[9]
- 卢旺达
- 沙烏地阿拉伯
- 南蘇丹
- 越南共和国：越戰期間繳獲。
- 斯里蘭卡[9]
- 苏丹
- 苏里南
- 叙利亚
- ：由於從前蘇聯繼承的AK步槍數量有限，故塔吉克軍隊曾從中國進口一批56式，在當地被稱為“AK-56”。
- 坦桑尼亚
- 泰國：越戰期間繳獲。
- 多哥
- 乌干达
- 乌克兰：原本為伊朗提供給胡塞武裝組織的軍援物資，在被美軍沒收後被轉交給烏克蘭以用於烏俄戰爭。[11]
- 英国：為了訓練烏克蘭士兵而購買。
- 美国[9]
  - 美國海軍海豹部隊：用於訓練及隱蔽行動。
  - 美國軍事援助越南司令部-研究觀察團：越戰期間大量繳獲使用。
  - 中央情報局
- 越南：越戰期間獲中國軍援大量56式。[9]
  - 越南人民軍
- 葉門
- 辛巴威

### 非國家團體

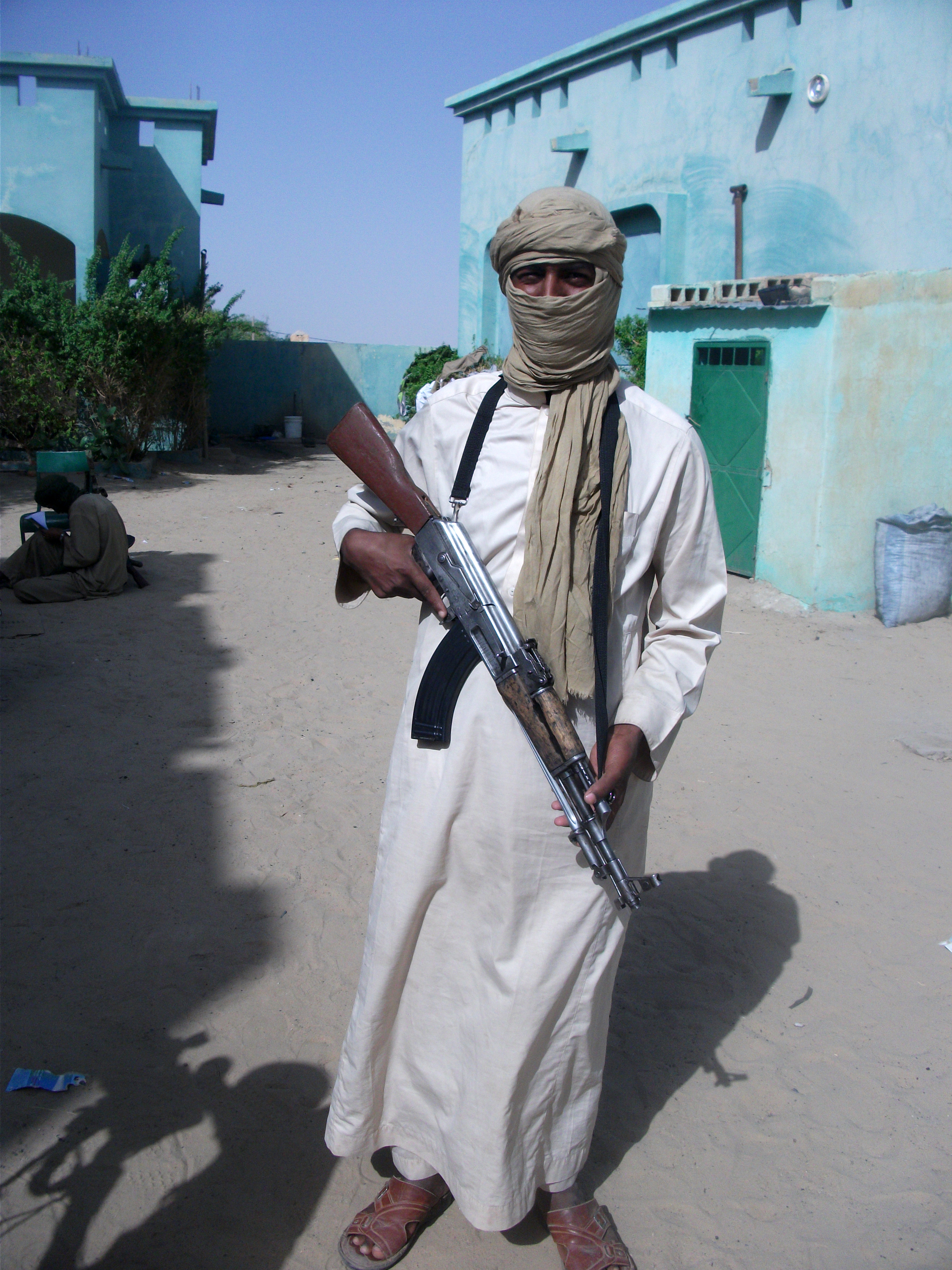
一名手持56式的基地組織武裝份子

- 猛虎組織[9]
- 车臣武裝組織[9]
- 塔利班[9]
- 基地組織[9]
- 敘利亞自由軍
- 伊奇克里亞車臣共和國
- 伊拉克和沙姆伊斯蘭國
- 私人軍事服務公司
- 科索沃解放軍

## 原廠衍生型
- 56式早期型：最早的型號，1956年至1960年代末生產，为AK第三型的中国组装品和仿制品，为木製固定槍托设计，有固定刺刀座，配有苏制6KH2刺刀，采用苏联原厂提供的钢材和零件，为所有56式中质量最高的产品，俗称“不走样学苏联的56冲”或"中国产AK-47"，至今仍有部分中國人民解放軍預備役及民兵部隊還有裝備。
- 56-1式早期型：第二种型号，1963年至1960年代末生产，將木製固定槍托改為金屬向下摺疊式，令其更便於攜帶。为AKS第三型的仿製品即56式早期型的下折式枪托版本，采用苏联原厂提供的钢材和零件，为所有56-1式中质量最高的产品。
- 56式后期型： 1969年起生產的版本，因失去苏联原厂供应钢材和零件而质量较差。机匣部分最初与AKM相同，1970年代后生产的版本的铆钉排列的位置则与AKM明显不同，并大多改为全包护环式准星（顶端有开孔），部分产品亦增加固定式折叠三棱刺刀，至今仍有部分中國人民解放軍預備役及民兵部隊還有裝備。
- 56-1式后期型：1960年代末起生产的版本，为56式后期型的下折式枪托版本，相较于之前的早期型质量较差。最初生产的版本在外形上类于AKMS，但无刺刀座；1970年代后大量生产的版本的各项特征与AKMS明显不同，部分产品亦增加固定式折叠三棱刺刀。
- 56-2式：基于56式类似AKM的改進型，與56-1式相比將槍托卡榫改為了楔鐵式，使槍托變為側面的可摺疊式，而這種形制的槍托被81式所沿用。56-2式的槍型主要用於出口，在中國較為罕見。
- 56C式：類似於AKMSU及匈牙利AMD-65，因81式太難縮短而對56式製作的緊湊化及短突擊步槍版本，裝有改良槍托及20發彈匣（56式的原裝30發彈匣同樣適用。）其冲压机匣的铆钉位置亦与AKM完全相同，且机匣盖上亦有加强筋。[12]，1988年開始研製，1991年定型，現在於駐港解放軍等一些部隊中限量裝備；而自2021年起，為配合改用中式步操，入境事務處及香港海關亦引進了56C式[13]。
- 84S式：56式的5.56毫米口徑版本，為出口民用市場的型號。
- 86S式：56式的犢牛式版本，為出口民用市場的型號。
- MAK-90運動步槍：56式的半自動民用型，裝有運動步槍槍托及握把、取消槍口裝置，有7.62×39毫米及5.56×45毫米口徑。
- CS/LR11：AK-103的仿製型，为配备枪口制退器、向左折叠式枪托和黑色合成材料弹匣的56式冲压机匣版本。该槍型主要用於出口，在中國較為罕見。现在于中國人民解放軍一些部队中限量装备，并在也门内战中使用。

## 其他國家的授權生產或私自仿製型號
56式現今在阿爾巴尼亞、伊朗、蘇丹、孟加拉等部分國家都獲授權生產或私自仿製及使用。
- KL-7.62自動步槍：56式的伊朗仿製版本，由DIO工廠生產。
- MAZ自動步槍：56式的蘇丹仿製版本，由MIC工廠生產。
- 56式的孟加拉授權版本：由BOF工廠生產。
- ASH-78自動步槍：56式的阿爾巴尼亞仿製型，有三個版本，分別為具備三棱型刺刀的標準步槍型“ASH-78-1”；類似RPK的重管自動步槍型“ASH-78-2”，以及可發射槍榴彈的“ASH-78-3”。
- ASH-82自動步槍：56-1式的阿爾巴尼亞仿製型。

## 圖片

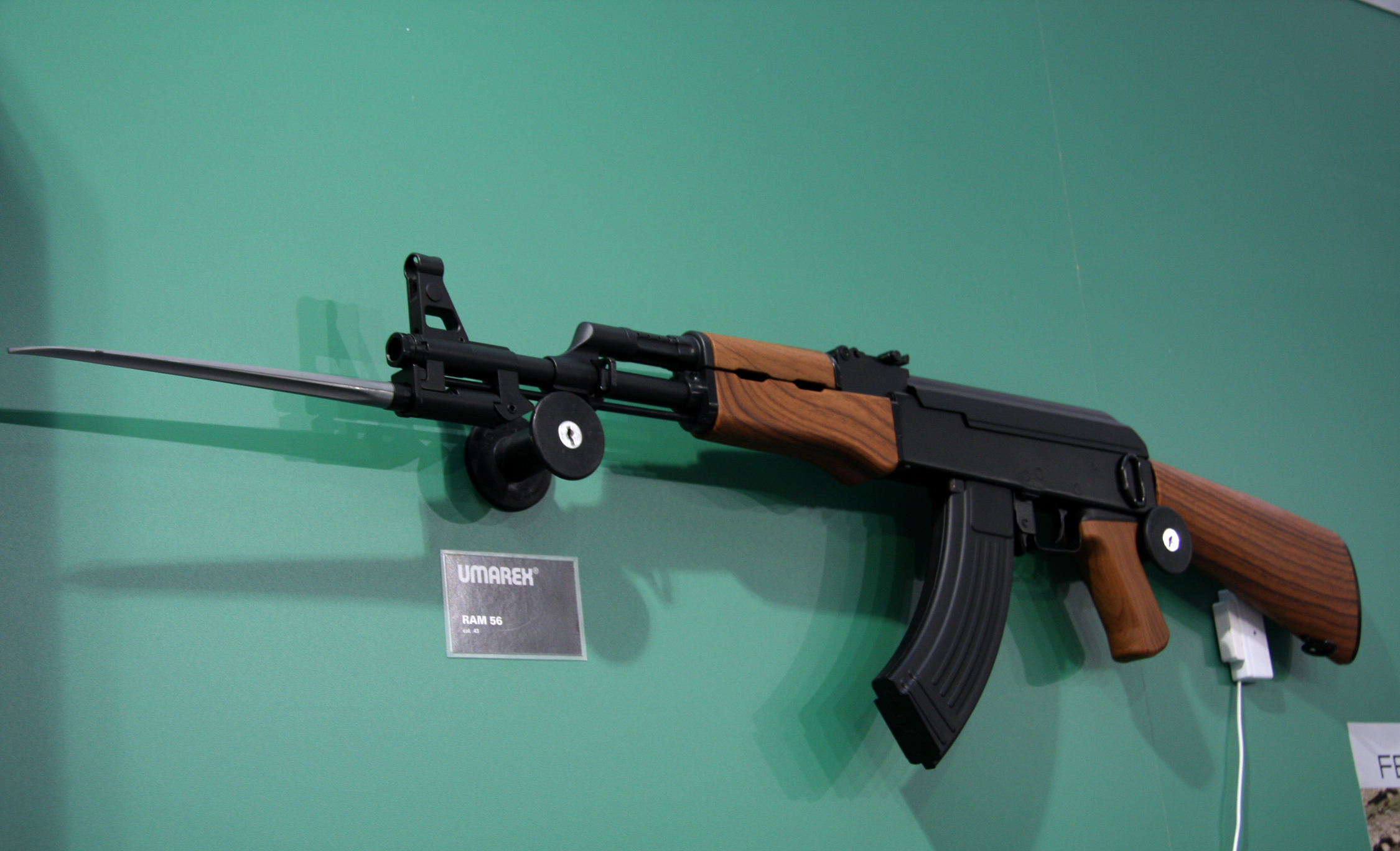
56式步槍的刺刀。
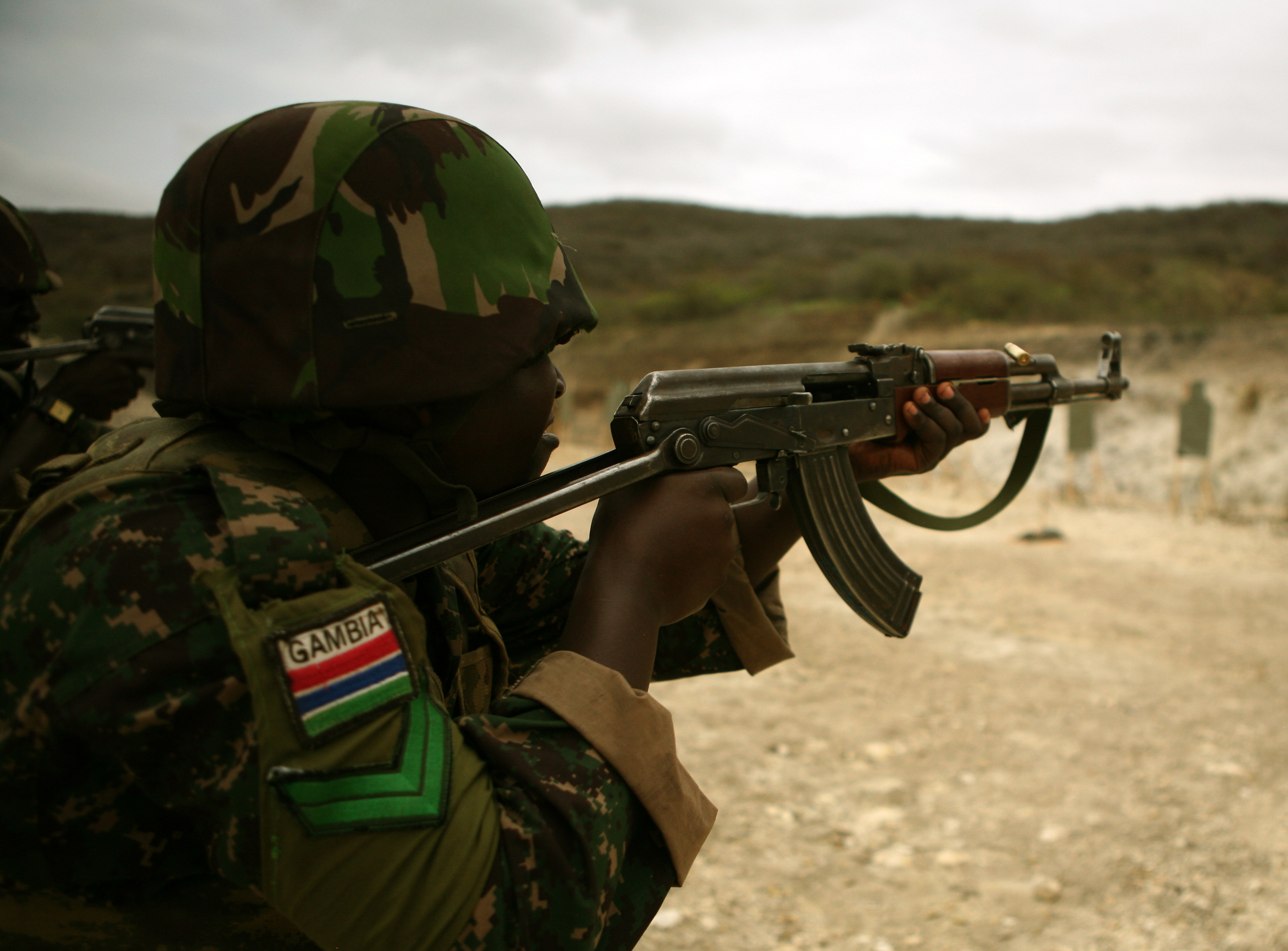
56-1式步槍
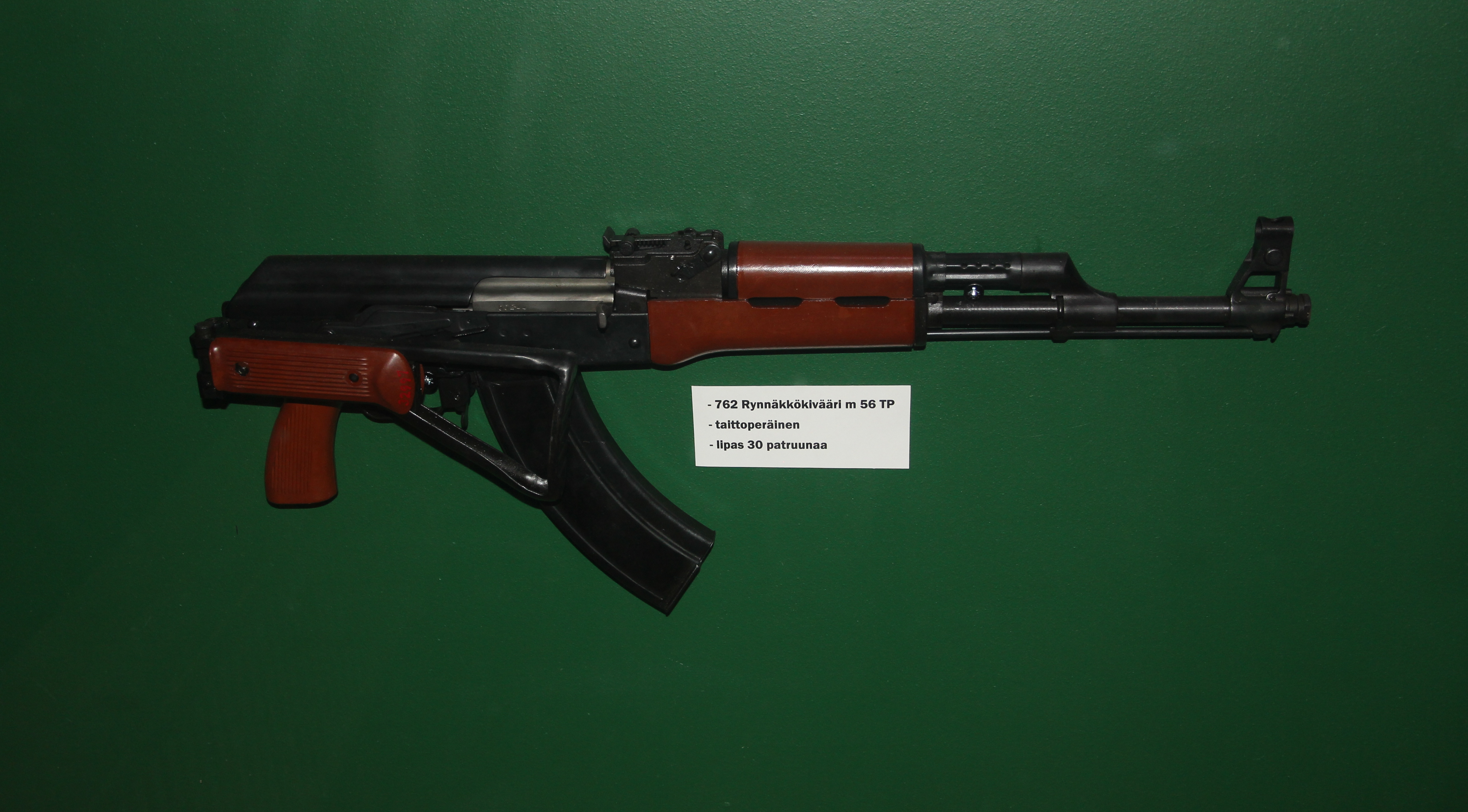
摺疊槍托的56-2式步槍。
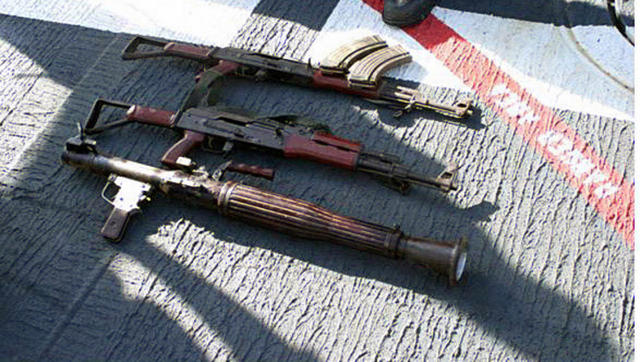
兩把56-2式步槍及一把69式火箭筒
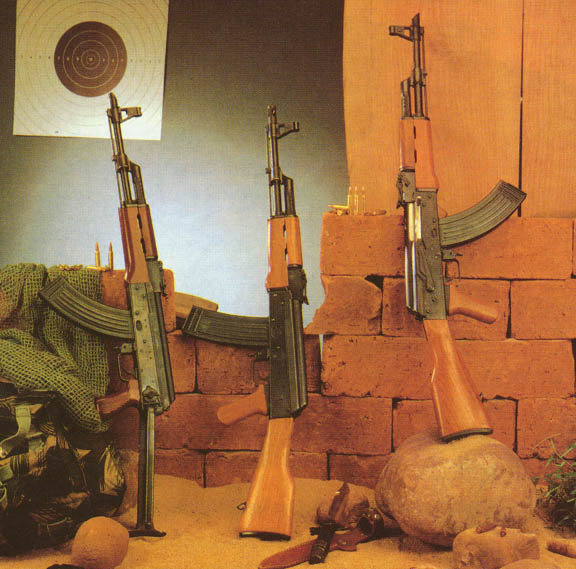
56式民用版，由左至右： 56S-1、84S和56S

## 流行文化
由於在西方國家較難取得蘇聯／俄羅斯原產的AK步槍，許多影視作品會以56式或其他仿製AK來充當真正的AK。

### 電影
- 1979年—《越戰獵鹿人》：56式由越共游擊隊所使用，也曾被成為戰俘的美軍士兵米高（勞勃·狄·尼洛飾演）和尼克（克里斯多福·沃肯飾演）搶奪用來逃脫。
- 1979年—《現代啟示錄》：56式由華特·寇茲上校的手下、法國殖民統治者、越南人民軍和越共游擊隊所使用。
- 1986年—《前進高棉》：56式由越共游擊隊所使用，美軍士兵克里斯·泰勒二等兵（查理·辛飾演）和羅伯特·巴恩斯上士（湯姆·貝林傑飾演）也曾繳獲使用。
- 1988年—《第一滴血3》：56式和56-1式由阿富汗聖戰者所使用。
- 1990年—《機器戰警2》：56式、56-1式和56-2式由凱因的手下所使用。
- 1992年—《辣手神探》：56式和56-1式由Johnny Wong的手下所使用。
- 1997年—《空軍一號》：56-1式由俄羅斯士兵所使用。
- 2001年—《黑鷹計劃》：56式和56-1式由索馬里叛軍所使用。
- 2003年—《獵日風暴》：56式和56-1式由叛軍、喀麥隆邊防部隊和難民所使用。
- 2005年—《軍火之王》：56式和56-1式由前蘇軍士兵和阿富汗聖戰者所使用。
- 2007年—《謊言對決》：56-1式由伊拉克叛軍所使用。
- 2008年—《第一滴血4》：56式由緬甸政府軍士兵所使用，也曾被僱傭兵成員路易斯（葛拉罕·麥克塔維什飾演）和安裘（康一芽飾演）所繳獲。
- 2013年—《怒海劫》：56式和56-1式由索馬里海盜所使用。
- 2015年—《戰狼》：56式和56-1式由僱傭兵組織（56-1式戰術化改裝版本）、中越戰爭期間的中國人民解放軍士兵和敏登的販毒集團所使用，也曾被冷鋒（吳京飾演）所繳獲。
- 2017年—《戰狼2》：56式由叛軍所使用，也曾被冷鋒（吳京飾演）所繳獲。
- 2019年—《藍波：最後一滴血》：56-1式由販毒份子所使用，部份刻有裝飾。

### 電視劇
- 《勇者逆襲》系列
- 《行尸走肉》系列
- 《黑洞》：型号为北方工业56式自動步枪，由陆西明（杜玉明饰）使用，打伤张峰、打死了芮东兴。

### 電子遊戲
- 2020年—《決勝時刻：黑色行動冷戰》：具体型号为56-2式，僅於戰役模式中的越南戰爭關卡中以“AK-47”的名義登場，由越共游擊隊所使用。奇怪的是该枪使用极为罕见的第一型AK-47弹匣，并保留了现实中被取消的折叠式三棱刺刀。

## 外部連結
- 1956年式冲锋枪（页面存档备份，存于）